# Wysszaja liga czempionata SSSR po futbołu (1989)
Rozgrywki radzieckiej wyższej ligi w sezonie 1989 były pięćdziesiątymi pierwszymi w historii radzieckiej pierwszej ligi. W rozgrywkach wzięło udział szesnaście drużyn, w tym dwie, która awansowała z drugiej ligi – Pamir Duszanbe i Rotor Wołgograd. Po zakończeniu sezonu wycofały się gruzińskie Dinamo Tbilisi i beniaminek Guria Lanczchuti, które przystąpiły do gruzińskiej pierwszej ligi. Mistrzowski tytuł po raz 12-ty wywalczyła drużyna Spartaka Moskwa. Królem strzelców ligi został Siergiej Rodionow ze Spartaka Moskwa, który zdobył 16 goli.

## Drużyny
| Drużyna          | Miasto          | Republika      | Stadion                     | Pojemność | Pozycja w 1988 |
| ---------------- | --------------- | -------------- | --------------------------- | --------- | -------------- |
| Ararat           | Erywań          | Armeńska SRR   | Stadion Hrazdan             | 55,000    | 9.             |
| Czornomoreć      | Odessa          | Ukraińska SRR  | Stadion Centralny w Odessie | 34,000    | 13.            |
| Dinamo           | Moskwa          | Rosyjska FSRR  | Stadion Dinamo              | 36,540    | 10.            |
| Dinamo           | Tbilisi         | Gruzińska SRR  | Stadion Borisa Paiczadze    | 58,000    | 14.            |
| Dnipro           | Dniepropetrowsk | Ukraińska SRR  | Stadion Meteor              | 24,300    | 1.             |
| Dynama           | Mińsk           | Białoruska SRR | Stadion Dynama Mińsk        | 41,000    | 12.            |
| Dynamo           | Kijów           | Ukraińska SRR  | Stadion Dynamo              | 30,000    | 2.             |
| Lokomotiw        | Moskwa          | Rosyjska FSRR  | Stadion Lokomotiwu          | 28,800    | 7.             |
| Metalist         | Charków         | Ukraińska SRR  | Stadion Metalist            | 30,000    | 11.            |
| Pamir            | Duszanbe        | Tadżycka SRR   | Stadion Pamir               | 30,000    | D1, 1.         |
| Rotor            | Wołgograd       | Rosyjska FSRR  | Stadion Centralny           | 38,000    | D2, 2.         |
| Spartak          | Moskwa          | Rosyjska FSRR  | Łużniki                     | 84,745    | 4.             |
| Szachtar         | Donieck         | Ukraińska SRR  | Stadion Szachtar            | 31,700    | 8.             |
| Torpedo          | Moskwa          | Rosyjska FSRR  | Łużniki                     | 84,745    | 3.             |
| Zenit Petersburg | Leningrad       | Rosyjska FSRR  | Stadion Pietrowski          | 21,745    | 6.             |
| Žalgiris         | Wilno           | Litewska SRR   | Stadion Žalgiris            | 15,000    | 5.             |

## Tabela końcowa sezonu
| Lp. | Drużyna                | M  | Z  | R  | P  | Bramki | Bramki | Różn. | Pkt | Uwagi                                             |
| --- | ---------------------- | -- | -- | -- | -- | ------ | ------ | ----- | --- | ------------------------------------------------- |
| 1   | Spartak Moskwa (M)     | 30 | 17 | 10 | 3  | 49     | 19     | +30   | 44  | Puchar Europy • 1/16 finału                       |
| 2   | Dnipro Dniepropetrowsk | 30 | 18 | 6  | 6  | 47     | 27     | +20   | 42  | Puchar UEFA • 1/32 finału                         |
| 3   | Dynamo Kijów           | 30 | 13 | 12 | 5  | 44     | 27     | +17   | 38  | Puchar Zdobywców Pucharów • 1/16 finału           |
| 4   | Žalgiris Wilno         | 30 | 14 | 8  | 8  | 39     | 29     | +10   | 36  | Po sezonie przejście do litewskiej A lygy         |
| 5   | Torpedo Moskwa         | 30 | 11 | 13 | 6  | 40     | 26     | +14   | 35  | Puchar UEFA • 1/32 finału                         |
| 6   | Czornomoreć Odessa     | 30 | 11 | 9  | 10 | 40     | 41     | −1    | 31  | Puchar UEFA • 1/32 finału                         |
| 7   | Metalist Charków       | 30 | 10 | 10 | 10 | 30     | 33     | −3    | 30  |                                                   |
| 8   | Dinamo Moskwa          | 30 | 9  | 12 | 9  | 31     | 26     | +5    | 30  |                                                   |
| 9   | Dynama Mińsk           | 30 | 11 | 7  | 12 | 35     | 33     | +2    | 29  |                                                   |
| 10  | Rotor Wołgograd        | 30 | 9  | 9  | 12 | 28     | 35     | −7    | 27  |                                                   |
| 11  | Dinamo Tbilisi         | 30 | 6  | 13 | 11 | 27     | 32     | −5    | 25  | Po sezonie przejście do gruzińskiej Umaglesi Liga |
| 12  | Ararat Erywań          | 30 | 8  | 8  | 14 | 25     | 41     | −16   | 24  |                                                   |
| 13  | CSKA Pomir Duszanbe    | 30 | 7  | 10 | 13 | 20     | 38     | −18   | 24  |                                                   |
| 14  | Szachtar Donieck       | 30 | 9  | 5  | 16 | 24     | 36     | −12   | 23  |                                                   |
| 15  | Lokomotiw Moskwa       | 30 | 7  | 9  | 14 | 20     | 32     | −12   | 23  | Spadek do Pierwoj Ligi                            |
| 16  | Zenit Leningrad        | 30 | 5  | 9  | 16 | 24     | 48     | −24   | 19  | Spadek do Pierwoj Ligi                            |

## Najlepsi strzelcy
źródło: rsssf.com (ang.)
16 goli
- Siergiej Rodionow (Spartak M.)

13 goli
- Hieorhij Kandracjeu (Czornomoreć)

11 goli
- Igor Dobrowolski (Dinamo M.)
- Władimir Grieczniew (Torpedo)
- Igor Koływanow (Dinamo M.)
- Jurij Sawiczew (Torpedo)
- Walerij Szmarow (Spartak M.)

10 goli
- Mykoła Kudrycki (Dnipro)

9 goli
- Michaił Rusiajew (Lokomotiw)
- Jurij Tarasow (Metalist)

## Nagrody
33 najlepszych piłkarzy ligi za sezon 1989:
Bramkarze
1. Stanisław Czerczesow (Spartak M.)
2. Dmitrij Charin (Dinamo M.)
3. Wiktor Czanow (Dynamo K.)

|  | Prawi obrońcy 1. Wołodymyr Bezsonow (Dynamo K.) 2. Gela Ketaszwili (Dinamo T.) 3. Ołeh Łużny (Dynamo K.) | Prawi-środkowi obrońcy 1. Andrij Bal (Dynamo K.) 2. Andrij Sydelnykow (Dnipro) 3. Achrik Cwejba (Dinamo T.) | Lewi-środkowi obrońcy 1. Ołeh Kuzniecow (Dynamo K.) 2. Andrej Zyhmantowicz (Dynama) 3. Giennadij Morozow (Spartak M.) | Lewi obrońcy 1. Siergiej Gorłukowicz (Lokomotiw) 2. Serhij Szmatowałenko (Dynamo K.) 3. Wasilij Kulkow (Spartak M.) |

|  | Prawi pomocnicy 1. Ołeksij Mychajłyczenko (Dynamo K.) 2. Wołodymyr Bahmut (Dnipro) 3. Wadym Tyszczenko (Dnipro) | Prawi-środkowi pomocnicy 1. Hennadij Łytowczenko (Dynamo K.) 2. Jewgienij Kuzniecow (Spartak M.) 3. Valdas Ivanauskas (Žalgiris) | Lewi-środkowi pomocnicy 1. Fiodor Czerienkow (Spartak M.) 2. Władimir Tatarczuk (CSKA) 3. Igor Szalimow (Spartak M.) | Lewi pomocnicy 1. Igor Dobrowolski (Dinamo M.) 2. Iwan Jaremczuk (Dynamo K.) 3. Mykoła Kudrycki (Dnipro) |

|  | Prawi napastnicy 1. Ołeh Protasow (Dynamo K.) 2. Walerij Szmarow (Spartak M.) 3. Siergiej Kirjakow (Dinamo M.) | Lewi napastnicy 1. Siergiej Rodionow (Spartak K.) 2. Igor Koływanow (Dinamo M.) 3. Wołodymyr Luty (Dnipro) |

| Mistrz ZSRR w sezonie 1989 |
| -------------------------- |
| ZSRR                       |
| Spartak Moskwa 12 tytuł    |